# René-Théodre-Marie Ract-Madoux
René-Théodre-Marie Ract-Madoux, francoski general, * 1881, † 1957.